# René Gartler
René Gartler (sinh 21 tháng 10 năm 1985 ở Vienna) là một cầu thủ bóng đá Áo đang thi đấu cho LASK Linz.